# أمريكا غوت تالنت الموسم الخامس
تم عرض الموسم الخامس من أمريكا غوت تالنت على قناة إن بي سي في 1 يونيو 2010 واختتم في 15 سبتمبر 2010، كان المضيف لهذا الموسم نيك كانون. والحكام هم هاوي مانديل، شارون أوزبورن، بيرس مورغان، الفائز بهذا الموسم كان ميخائيل غريم.